# Live For
«Live For» (рус. «Живу ради») — песня канадского певца The Weeknd с его дебютного студийного альбома Kiss Land. Исполненная совместно с канадским коллегой Дрейком, композиция выпущена в качестве четвёртого альбомного сингла 3 сентября 2013 года.

## Создание
27 июля Уикнд опубликовал фото в студии вместе с Дрейком, рассеивая прошлые слухи об их ссоре.

## Музыкальный видеоклип
Музыкальный видеоклип был выпущен 11 сентября 2013 года.

## Чарты
| Чарт (2013)                                    | Высшая позиция |
| ---------------------------------------------- | -------------- |
| Belgium Urban 50 (Ultratop Flanders)           | 37             |
| South Korea International Digital Chart (Gaon) | 143            |
| UK Singles (Official Charts Company)           | 111            |
| Великобритания (OCC UK Hip Hop/R&B)            | 23             |
| США (Billboard Bubbling Under Hot 100)         | 19             |
| США (Billboard Hot R&B/Hip-Hop Songs)          | 47             |

## История релиза
| Регион         | Дата              | Формат                | Лейбл            |
| -------------- | ----------------- | --------------------- | ---------------- |
| США            | August 20, 2013   | Мейнстрим-урбан-радио | Republic Records |
| Великобритания | August 23, 2013   | Цифровая дистрибуция  | Universal Music  |
| США            | September 3, 2013 | Цифровая дистрибуция  | Republic Records |